# Post Danmark
La Post Danmark A/S è la società per azioni che gestisce le poste in Danimarca. Fa parte della holding Postnord.

## Descrizione
Nel 2007 Post Danmark impiegava circa 21.000 dipendenti e consegnava approssimativamente un miliardo e 37 milioni di pacchi ogni anno. La Post Danmark offre vari servizi ulteriori, quali il corriere espresso o l'account di posta elettronica.

## Storia

### Messaggerie reali (1624–1711)
Le poste danesi furono fondate dal re Cristiano IV nel 1624. Fino ad allora i dispacci della Corte venivano recapitati a mezzo di messaggeri reali. Anche alcune città e commercianti stranieri gestivano collegamenti postali.
Nel 1647 fu creato il servizio postale del Regno di Norvegia, allora dipendente dalla Danimarca. Nel 1689 il sistema postale norvegese fu inglobato in quello danese.

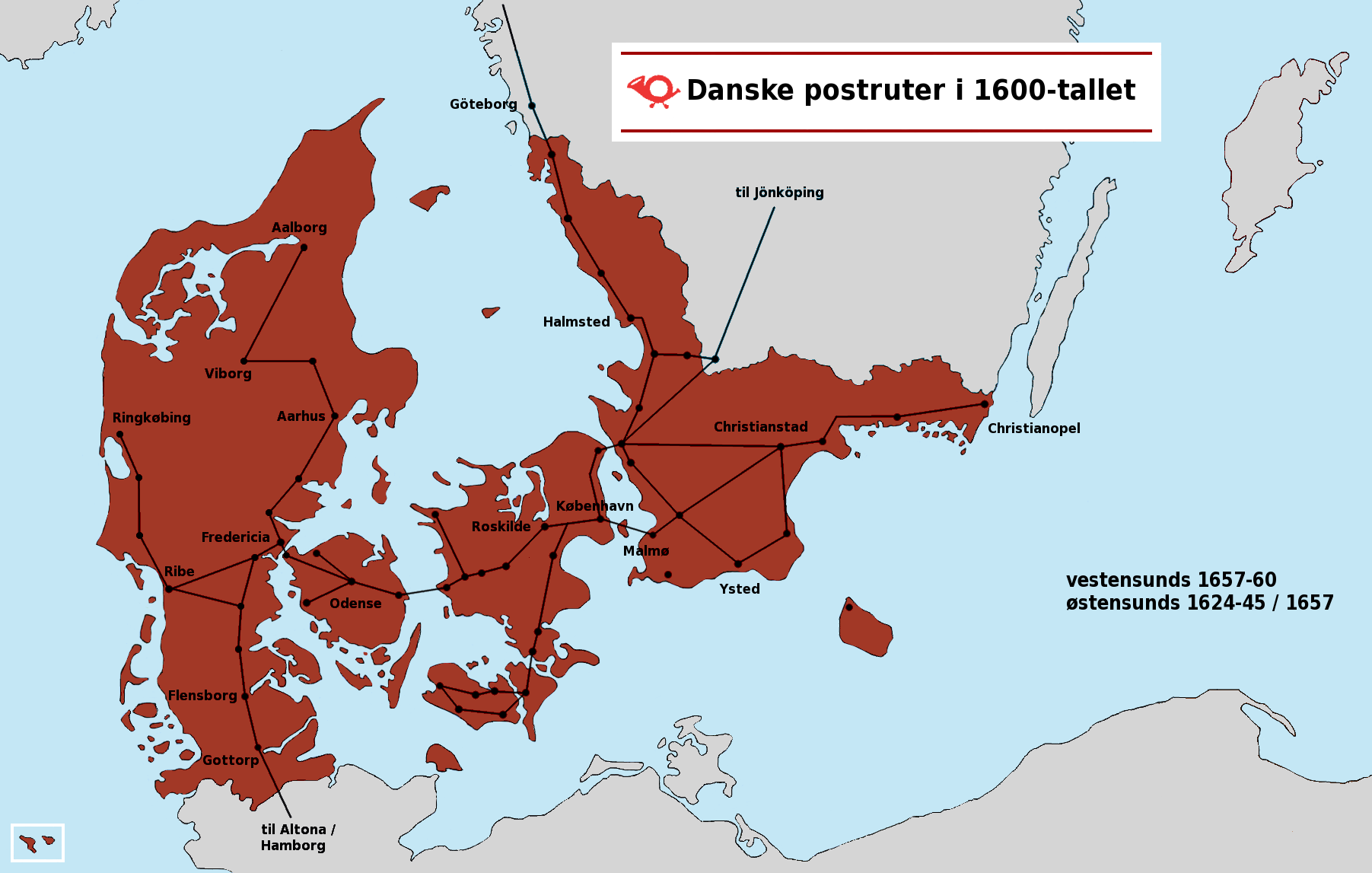
Le strade postali danesi nel XVII secolo

Nel Seicento c'erano nove strade postali in Danimarca, sulle quali circolavano postiglioni a piedi e cavallo. Le locande che si trovavano lungo le strade si incaricavano di recapitare la posta agli indirizzi più lontani dalla strada. La più importante strada postale era quella che collegava la capitale Copenaghen alla città anseatica di Amburgo.
Nel 1776 il re di Danimarca ordinò l'istituzione di un servizio postale anche in Islanda, che era allora una dipendenza danese.
All'inizio le poste erano amministrate da un consiglio di quattro mercanti. Nel 1653 Federico III diede in appalto il servizio postale al mercante di origini amburghesi Poul Klingenberg, con il titolo di Generalpostmeister. Nel 1685, tuttavia, Klingenberg dovette cedere il servizio postale al figlio morganatico di Cristiano V, Christian Gyldenløve.

### Monopolio statale (1711-2002)

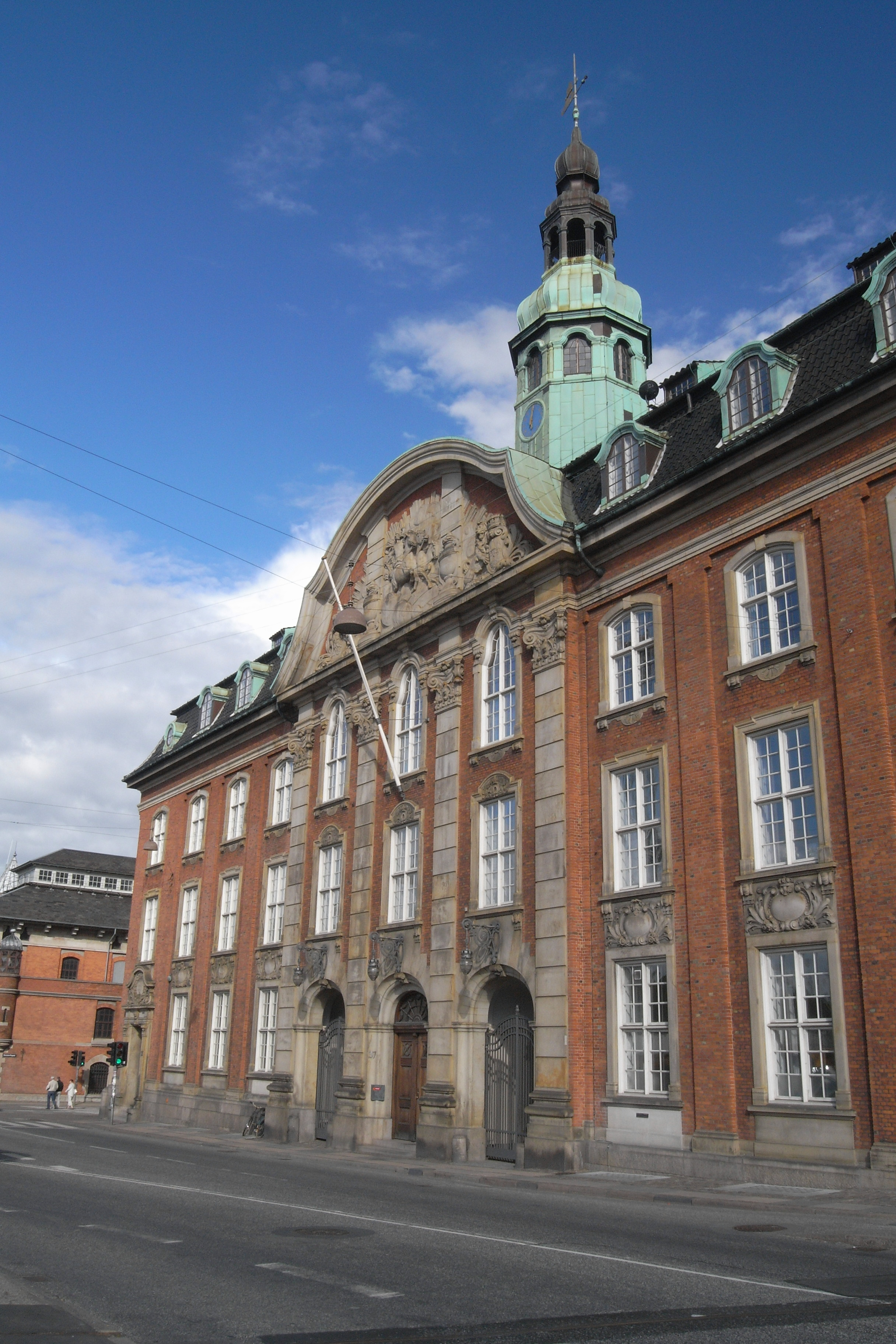
Il Centralpostbygningen, l'ufficio postale centrale di Copenaghen

Durante la Guerra del Nord il servizio postale fu nazionalizzato da Federico IV nel 1711. Il servizio fu utilizzato per spiare il contenuto delle lettere.
Un aspetto da non trascurare del servizio postale è stata la diffusione delle informazioni, che aveva luogo durante il cambio dei cavalli fra postiglioni e garzoni della stazione di posta.
Nel 1806 fu organizzata la distribuzione della posta a Copenaghen; nel 1861 seguirono diciassette altre città; e nel 1865 la distribuzione locale fu estesa a tutte le città del paese. Contemporaneamente vennero istituite le strade postali di campagna. La distribuzione casa per casa portò nel 1859 alla numerazione delle case e all'indicazione del numero civico nell'indirizzo delle lettere.
Nel 1851 fu emesso il primo francobollo e nello stesso anno apparvero le prime cassette postali
Nel 1924 c'erano in Danimarca 1.368 uffici postali (di cui 253 uffici postali centrali), 4.340 rivendite di francobolli e 10.500 cassette postali. Dal 1780 la sede delle poste danesi si trovava sulla Købmagergade di Copenaghen: nel 1912 fu chiusa in favore della nuova Centralpostbygningen.
I codici postali furono introdotti nel 1967.
A partire dalla Rivoluzione di Marzo del 1848 il sistema postale fu messo alle dipendenze del Ministero delle Finanze. Nel 1873 la Direzione Generale delle Poste passò alle dipendenze del Ministero degli Interni.
Nel 1927 il servizio postale fu riunito con quello telegrafico sotto il nome di Post- og Telegrafvæsenet (P&T).
Nel 1991 Post Danmark, Tele Danmark (in sigla TDC) e la GiroBank (poi BG Bank) furono separate dall'amministrazione delle poste e telegrafi.

### La privatizzazione (dal 2002)

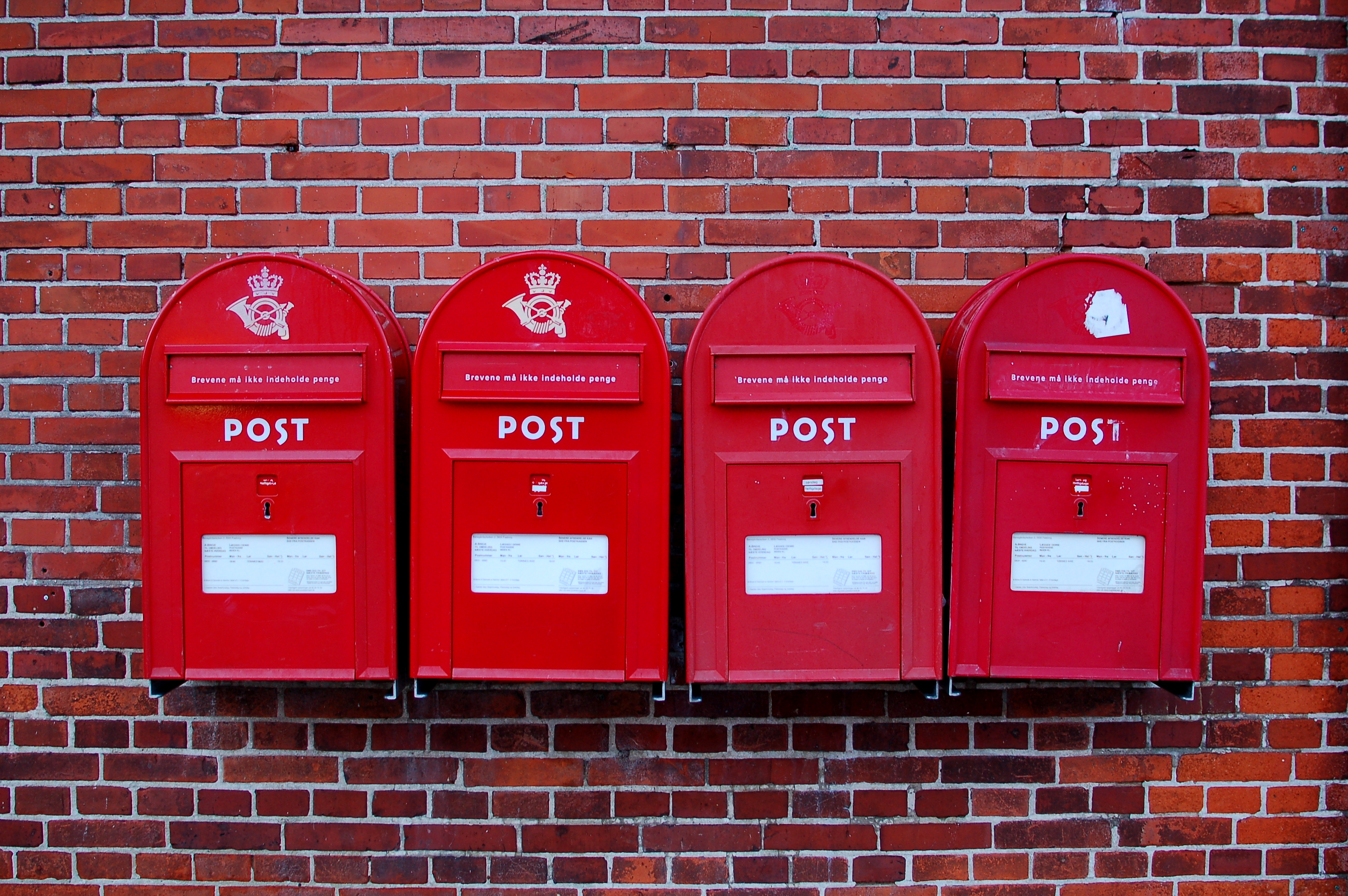
Cassette postali con il marchio delle poste danesi

Nel 2002 per decisione del Folketing Post Danmark fu trasformata in una società per azioni.
Successivamente, nel 2005 la società è stata parzialmente privatizzata: il 22% delle azioni sono state cedute alla CVC Capital Partners, mentre un altro 3,5% è stato distribuito ai dipendenti.
Nel 2009 Post Danmark si è fusa con l'omologa svedese Posten AB, dando vita alla holding Posten Norden AB, dal 2011 divenuta Postnord, della quale il 60% delle azioni è detenuto dal governo svedese e il 40% da quello danese.

## Færøer

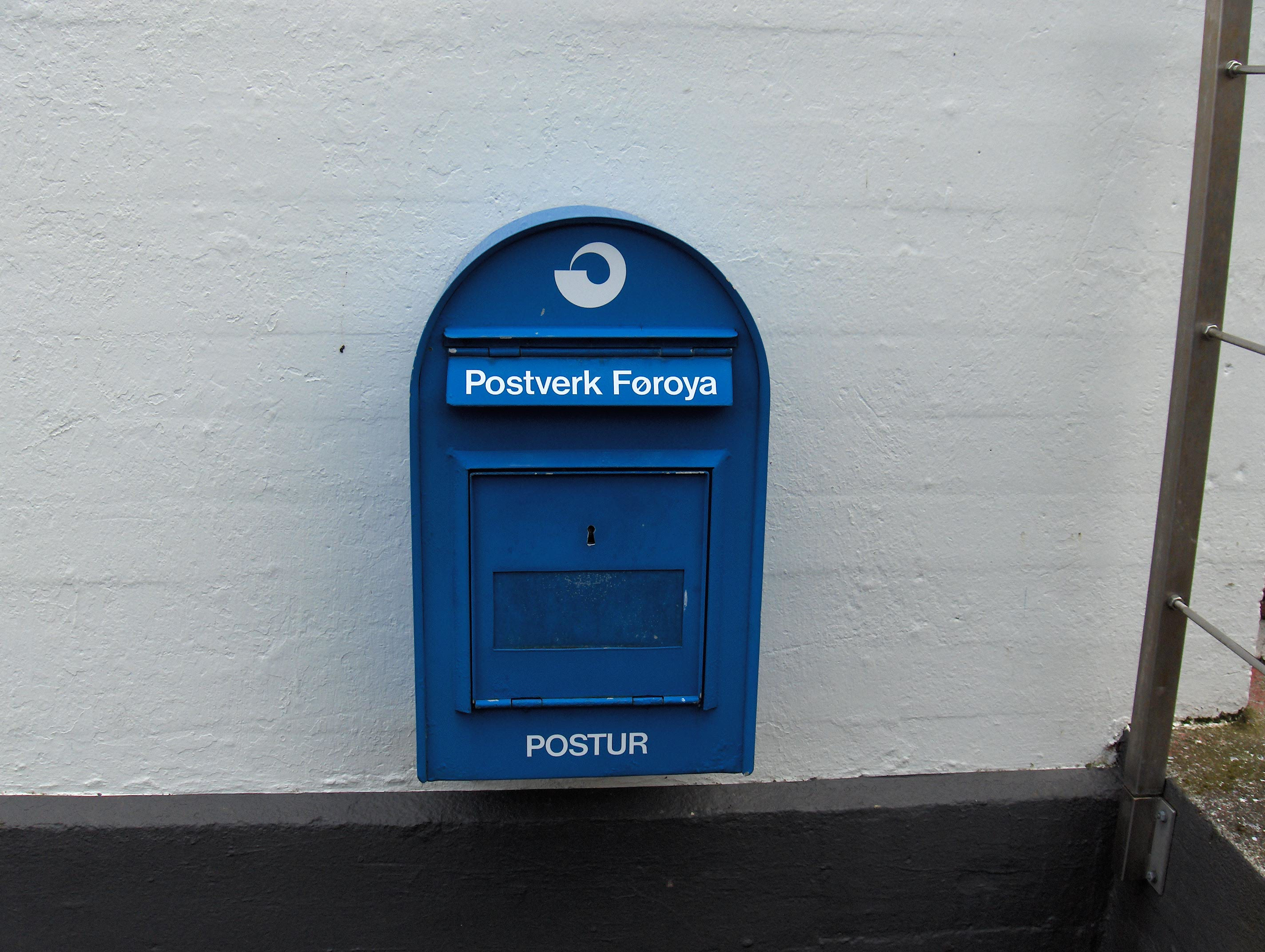
Cassetta postale delle Isole Færøer

Posta è il servizio postale delle Fær Øer, che è stato fondato nel 1976 e posto alle dipendenze del locale ministero degli Interni. Nel 2005 è stato trasformato in società per azioni con il nome di P/F Postverk Føroya.
L'azienda ha circa 290 dipendenti, 34 uffici postali e 90 vettori, per soddisfare le 17.000 famiglie e 48.000 abitanti delle Isole.